# لويس واشنطن توربين
لويس واشنطن توربين هو سياسي أمريكي، ولد في 22 فبراير 1849 في شارلوتسفيل في الولايات المتحدة، وتوفي في 3 فبراير 1903 في غرينسبورو في الولايات المتحدة. نشط حزبياً في الحزب الديمقراطي. وقد انتخب عضو مجلس النواب الأمريكي ‏.